# Elias P. Seeley
Elias Pettit Seeley, född 10 november 1791, död 23 augusti 1846, var en amerikansk politiker och guvernör i New Jersey.

## Tidigt liv
Elias P. Seeley föddes i Bridgeton, New Jersey. Han gick i offentliga skolor i sin hemstat, studerade juridik och inledde en juridisk karriär i Cumberland County.

## Politisk karriär
Seeley var medlem av Whigpartiet. Han blev första gången ledamot av New Jerseys senat 1829 och satt kvar till 1832. Från 1832 till 1833 var han vice talman där. Han vann sedan valet till guvernör i början av 1833 och efterträdde Samuel L. Southhard på posten den 27 februari 1833, sedan denne blivit amerikansk senator. Seeley var guvernör till den 23 oktober samma år och efterträddes av demokraten Peter Dumont Vroom. Eftet tiden som guvernör satt han återigen i New Jerseys senat.
Seeley avled den 23 augusti 1846. Han begravdes på Old Broad Street Presbyterian Church Cemetery i Bridgeton, New Jersey.